# 1999 dans le catholicisme
Chronologie du catholicisme
- 1995
- 1996
- 1997
- 1998
- 1999
- 2000
- 2001
- 2002
- 2003

Cet article présente les faits marquants de l'année 1999 dans le catholicisme.

## Évènements
- 22 au 28 janvier : voyage apostolique du pape aux États-Unis et au Mexique.
- 7 mars : béatification de Nicolas Barré.
- 18 avril : canonisation de Marcellin Champagnat, Jean Calabria et Augustine Pietrantoni.
- 2 mai : béatification de Padre Pio.
- 7 au 9 mai : voyage apostolique du pape en Roumanie.
- 5 au 17 juin : voyage apostolique du pape en Pologne.
  - 16 juin : canonisation de Kinga de Pologne.
- 19 septembre : voyage apostolique du pape en Slovénie.
- 3 octobre : béatification de Édouard Poppe.
- 5 au 9 octobre : voyage apostolique du pape en Inde et en Géorgie.
- 21 novembre : canonisation des Martyrs de Turón, de Jaime Hilario, Benoît Menni et Thomas de Cori.
- 24 décembre : commencement du Jubilé de l'an 2000.

## Naissances
- 28 août : Thaïs d'Escufon, militante catholique identitaire française

## Décès

### Février
- 14 février : Jacques Loew, prêtre dominicain et prêtre ouvrier français, fondateur de la Mission ouvrière Saints-Pierre-et-Paul (° 31 août 1908)
- 21 février : André Dupont, prélat et missionnaire français, archevêque de Bobo-Dioulasso (° 17 janvier 1902)
- 26 février : Jean-François Falc'hun dit Saik Falc'hun, prêtre et auteur français (° 17 novembre 1913)

### Mars
- 13 mars : Isidore de Souza, prélat béninois, archevêque de Cotonou (° 4 avril 1934)
- 26 mars : Louis-Alphonse Maugendre, prêtre, essayiste et biographe français (° 1er mai 1922)

### Avril
- 9 avril : Raúl Silva Henríquez, cardinal chilien, archevêque de Santiago (° 27 septembre 1907)

### Mai
- 21 mai : Mario Tagliaferri, prélat italien, diplomate du Saint-Siège et archevêque titulaire de Formiae (de) (° 1er juin 1927)
- Mai : Jean-Paul-Médéric Tremblay, prêtre et historien canadien (° 17 mai 1918)

### Juin
- 8 juin : Émilien Tardif, prêtre et missionnaire canadien (° 6 juin 1928)
- 17 juin : Basil Hume, cardinal britannique, archevêque de Westminster (° 9 mars 1923)

### Juillet
- 11 juillet : Vittorio Fusco, prélat italien, évêque de Nardò-Gallipoli (° 24 avril 1939)

### Août
- 4 août : Martin Juritsch, prêtre allemand, recteur général des Pallotins (° 19 septembre 1928)
- 27 août : Hélder Câmara, prélat brésilien, archevêque d'Olinda et Recife, serviteur de Dieu (° 7 février 1909)

### Septembre
- 5 septembre : Geraldo de Proença Sigaud, prélat brésilien, archevêque de Diamantina (° 26 septembre 1909)
- 27 septembre : Achille Glorieux, prélat français, diplomate du Saint-Siège et archevêque titulaire de Beverley (° 2 avril 1910)

### Octobre
- 1er octobre : Norbert Felix Gaughan, prélat américain, évêque de Gary (en) (° 30 mai 1921)
- 7 octobre : Roger Meindre, prélat français, archevêque d'Albi (° 31 août 1931)
- 23 octobre : Pierre Augustin Tchouanga, prélat camerounais, évêque de Doumé-Abong' Mbang (° 28 avril 1928)
- 27 octobre : Jean Cadilhac, prélat français, évêque de Nîmes (° 11 octobre 1931)

### Novembre
- 9 novembre : Joseph Sibomana, prélat rwandais, évêque de Kibungo (° 25 avril 1915)
- 14 novembre : Jean Prou, moine bénédictin français, abbé de Solesmes (° 17 novembre 1911)

### Décembre
- 9 décembre : Enrico Videsott, prêtre et serviteur de Dieu italien (° 3 juillet 1912)
- 15 décembre : Guglielmo Gattiani, prêtre capucin et serviteur de Dieu italien (° 11 novembre 1914)
- 17 décembre : Paolo Dezza, cardinal jésuite et théologien italien (° 13 décembre 1901)
- 18 décembre : François-Paul Dreyfus, prêtre dominicain venu du judaïsme et théologien français (° 9 août 1918)